# Ambrosiodmus devexulus
Ambrosiodmus devexulus – gatunek chrząszcza z rodziny ryjkowcowatych i podrodziny kornikowatych.
Gatunek ten opisany został w 1977 roku przez S.L. Wooda jako Xyleborus devexus, jednak nazwa ta była już zajęta przez gatunek opisany przez Schedla i w 1978 ten sam autor podał nowy epitet gatunkowy devexulus.
Samica ma ciało długości od 1,8 do 2,1 mm, ubarwione bardzo ciemnobrązowo. W częściach opadających pokryw międzyrzędy bez ziarenkowań, pierwszy niewyniesiony. W części dyskowej pokryw międzyrzędy są dwukrotnie szersze niż rzędy.
Ryjkowiec znany z Dominikany, Portoryka i południowej Florydy.